# Porsche Macan
El Porsche Macan es un crossover de lujo del segmento D desarrollado por el fabricante alemán Porsche desde 2014. Está basado en el Audi Q5, con carrocería de cinco puertas, motor delantero longitudinal y tracción integral.
Se anunció inicialmente en noviembre de 2010 como un proyecto de desarrollo, y formalmente anunciado por Porsche en marzo de 2011, con entregas previstas para mediados de 2013. Porsche aspira a cubrir una posición del mercado por debajo del más grande Cayenne.
Originalmente fue conocido por su nombre en clave de Cajún. el 16 de febrero de 2012 Porsche anunció que el nombre final del auto será "Macan". El nombre Macan deriva de la palabra en indonesio que significa tigre.
El Macan es producido junto al Panamera y el Cayenne en Leipzig, Alemania, en una nueva ampliación de la fábrica.

## Diseño
Durante el periodo de diseño, se apuntó que la carrocería, diseñada por el italiano Walter de Silva, podría ser de tres puertas, para diferenciarlo del Cayenne.
Se apuntó al Porsche 959 rally-raid como inspirador del espíritu del Macan, con la presentación de posibles bocetos provenientes de la casa Porsche.
Otras fuentes dicen que será más agresivo en el diseño exterior que el Cayenne, aunque manteniendo algunos rasgos similares, siguiendo al Panamera y al Cayenne en su aspecto interior.

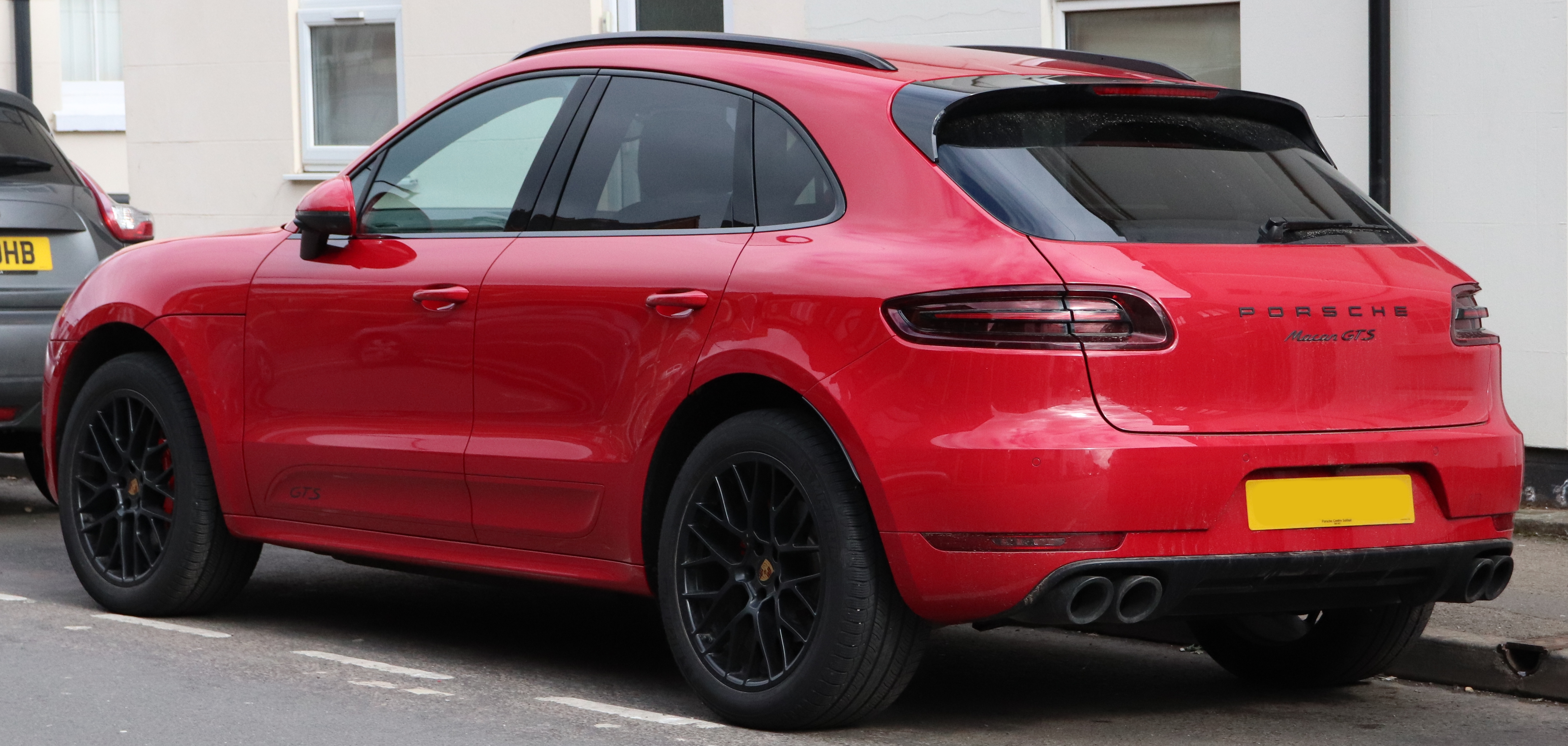
Vista trasera del GTS 3.0 de 2016
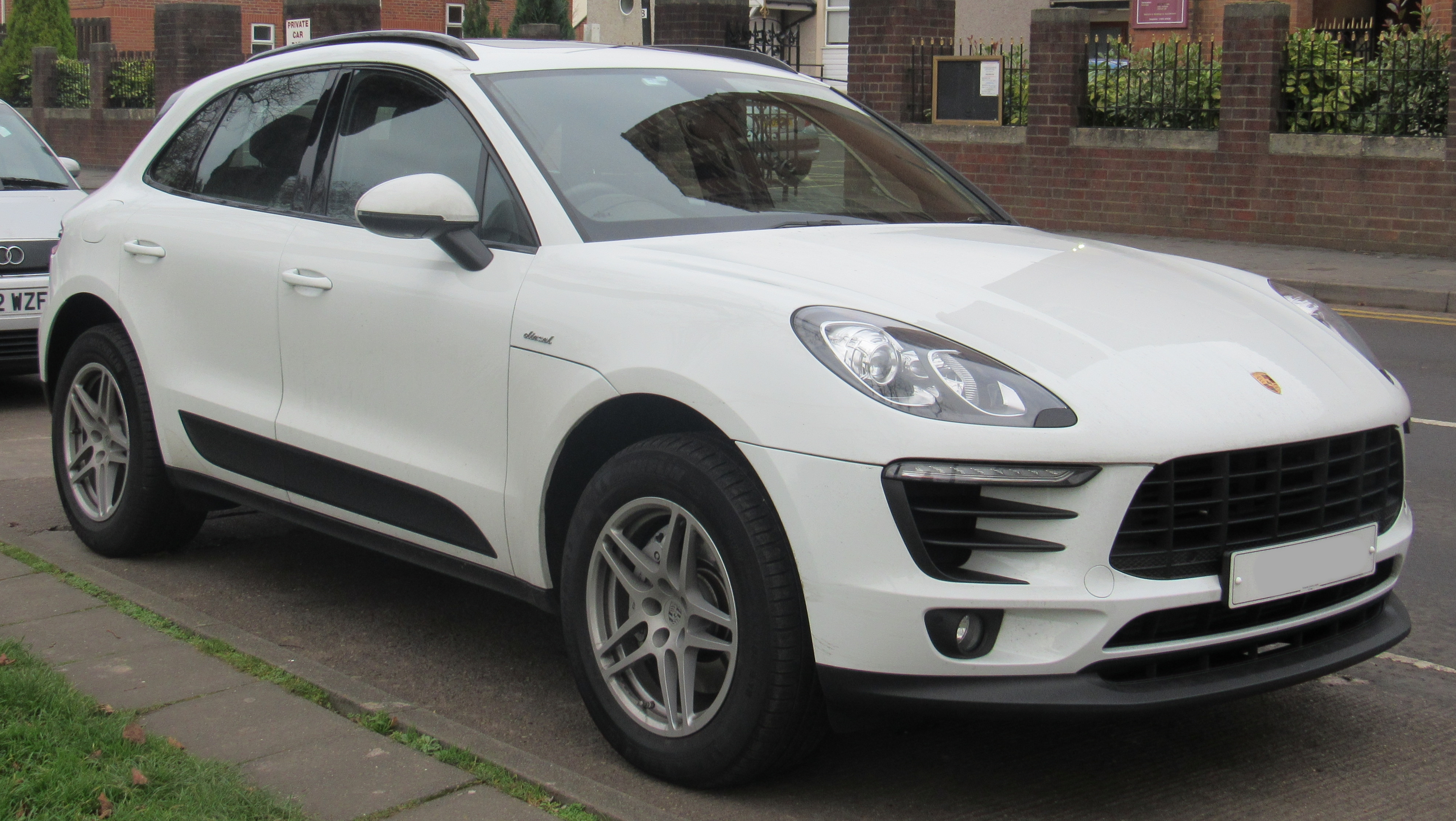
Versión 3.0 de 2017

### Detalles técnicos
En un inicio se apuntó que podría compartir con Audi, además de la plataforma, el motor 3.0 TDI, que modificado para Porsche podría dar entre 310 y 350 CV. También se habló de incorporar motores diésel, híbridos eléctricos y con motor de gasolina.

## Segunda generación (2024-presente)

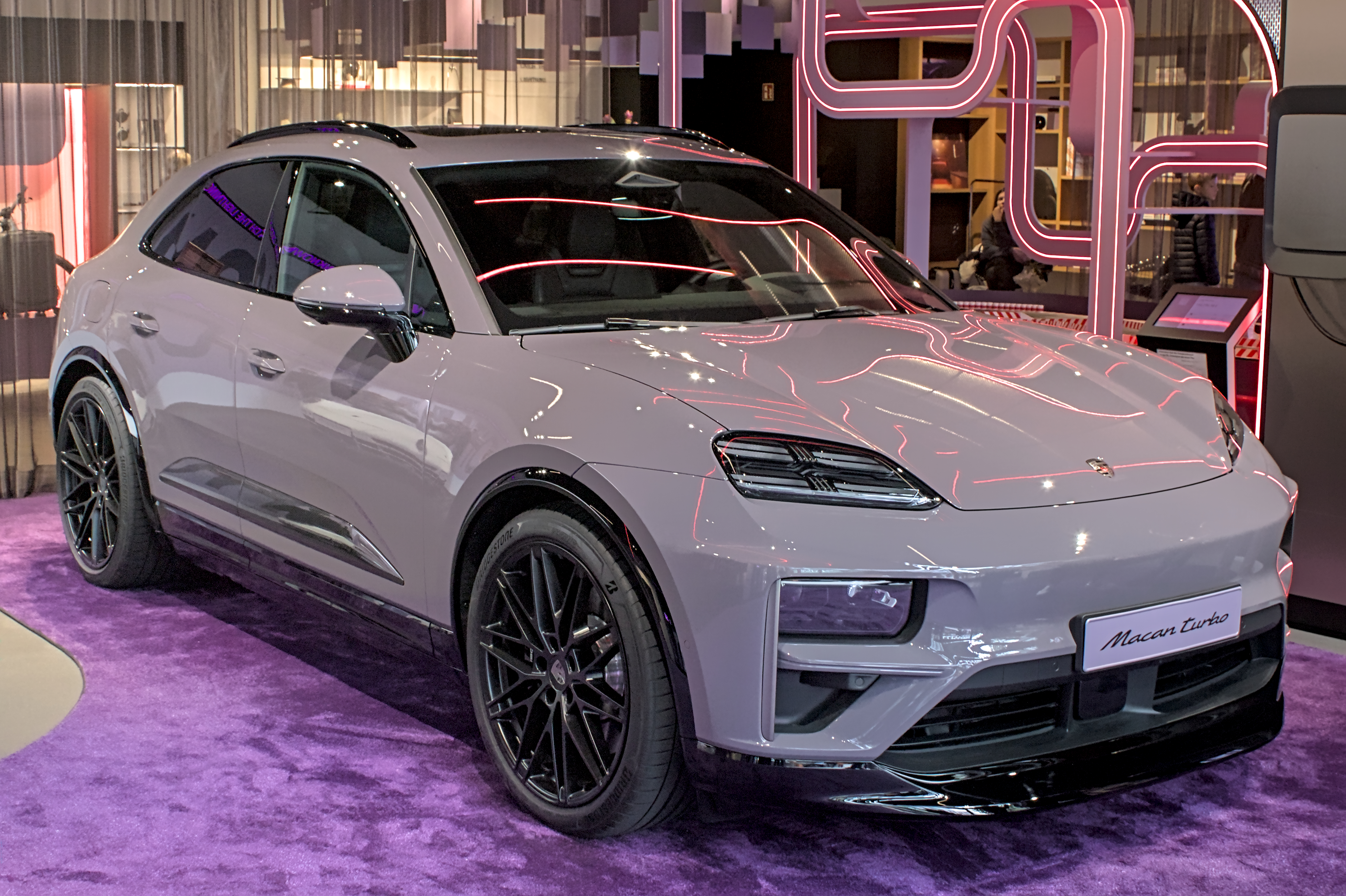
Macan Turbo

En enero de 2024 se develó la segunda generación, que estaría disponible únicamente como vehículo eléctrico de batería. La producción comenzó en mayo de 2024 en la planta de Leipzig junto con la versión anterior con motor de combustión interna. Cuenta con tres pantallas: un panel de instrumentos curvo de 12,6 pulgadas (32,0 cm), un sistema de infoentretenimiento de 10,9 pulgadas (27,7 cm) y otra pantalla opcional de 10,9 pulgadas (27,7 cm) para el pasajero delantero. También utiliza un asistente de voz y otras tecnologías de ayuda de manejo. Hay varias versiones, donde la de mayores prestaciones tiene una velocidad punta de 260 km/h (162 mph) y acelera de 0 a 100 km/h (0 a 62 mph) en 3.3 segundos.